# Селени
Селените (Selene) са род актиноптери от семейство Сафридови (Carangidae).
Таксонът е описан за пръв път от Бернар Жермен дьо Ласепед през 1802 година.

## Видове
- Selene brevoortii – Мексиканска селена
- Selene brownii
- Selene dorsalis – Маломерна риба
- Selene orstedii
- Selene peruviana – Перуанска селена
- Selene setapinnis
- Selene spixii
- Selene vomer – Селена